# L’Haÿ-les-Roses (Métro Paris)
L’Haÿ-les-Roses ist eine Station der Linie 14 der Pariser Métro. Die Métrostation befindet sich in L’Haÿ-les-Roses, Département Val-de-Marne, wenige Kilometer südlich der Pariser Stadtgrenze.
Der vorläufige Name war Chevilly – Trois Communes. Am 27. Juli 2022 wurde der endgültige Name L’Haÿ-les-Roses bekannt gegeben.
Die Station schließt die Kommunen Chevilly-Larue, Villejuif und L’Haÿ-les-Roses, die alle in der Petite Couronne, dem inneren Vorortgürtel um Paris liegen, besser an den öffentlichen Nahverkehr im Großraum Paris an. Im Umkreis von einem Kilometer um die Station herum wohnen 5000 Menschen und befinden sich 7000 Arbeitsplätze.
Die Eröffnung der Station erfolgte am 24. Juni 2024. Sie ist Teil der Verlängerung der Linie 14 um sieben Stationen von Olympiades bis Aéroport d’Orly und Teil des Grand Paris Express. Die Bauarbeiten begannen 2018.